# Bulletin officiel des décorations, médailles et récompenses

Le Bulletin officiel des décorations, médailles et récompenses (BODMR), est une parution officielle française qui  publie les attributions, promotions et radiations des décorations, médailles et récompenses de la république française, telles que les quatre ordres ministériels : ordre des Palmes académiques, ordre du Mérite agricole, ordre du Mérite maritime, ordre des Arts et des Lettres, ainsi que l'ensemble des médailles d'honneur ministérielles.
Les promotions et nominations dans les ordres de la Légion d'honneur, du Mérite et de la Médaille militaire paraissent elles, au Journal officiel de la République française.
Il a été créé par le décret no 51-265 du 28 février 1951 (JORF du 4 mars 1951, p. 2259), faisant suite au décret no 51-199 du 22 février 1951 qui transfère dans un bulletin spécial la publication des textes sur les attributions de décorations. Seuls les textes concernant la Médaille militaire, la Légion d'honneur, le Mérite, sont publiés au JORF.
Le Bulletin officiel des décorations, médailles et récompenses est publié à environ 1500 exemplaires par la Direction de l'information légale et administrative (DILA), dépendant de l'administration centrale des services du Premier ministre. Sa parution est irrégulière (par ex. 6 parutions en 2007, 4 en 2008 et 7 en 2009). 
Les numéros du Bulletin, publiés depuis le premier de mars 1951, sont désormais tous disponibles sur Légifrance.